# Isabel Agnes Cowper
Isabel Agnes Cowper, de soltera Thompson, (Londres, 7 de julio de 1826-Glasgow, 17 de febrero de 1911) fue una fotógrafa y xilógrafa británica, reconocida por ser la primera fotógrafa oficial del Museo de Victoria y Alberto (antes, conocido como South Kensington Museum). Desde 1868, cuando Cowper asumió esta posición hasta su jubilación en 1891, realizó miles de fotografías que documentaron las piezas y los préstamos, así como la construcción de los edificios del museo. Sus fotografías circularon ampliamente como ilustraciones en las publicaciones del museo y continuamente se están descubriendo ejemplos de su trabajo en bibliotecas y archivos de todo el mundo.

## Trayectoria

### Infancia y educación
Cowper nació en el distrito de Kensington de Londres en 1826, hija de Harriott y John Thompson. Su padre fue xilórgafo y director de la clase xilografía para 'damas' en la Royal College of Art. Desde temprana edad, Cowper y sus cuatro hermanos: Charles Thurston Thompson, Richard Anthony Thompson, Eliza Thompson, y Augusta Thompson fueron aprendices de su padre y posteriormente fueron reconocidos como xilórgafos consumados.
En 1841, el diseñador inglés Henry Cole, director fundador del Museo de Victoria y Alberto y defensor de la xilografía como una carrera adecuada para las mujeres, contrató a Cowper y a sus hermanas para grabar las ilustraciones de sus guías de la Abadía de Westminster y Hampton Court.
Cowper realizó numerosos grabados en madera para una variedad de publicaciones, incluidas las guías de Cole, el cuento de hadas The King of the Golden River, del escritor y crítico de arte inglés John Ruskin, escrito para Effie Gray, y una colección de cuentos infantiles del ilustrador Richard Doyle. Una selección de las xilografías de Cowper se encuentran en la colección del Museo de Victoria y Alberto.

### Matrimonio y familia
El 30 de marzo de 1852, Isabel se casó con Charles Cowper. Charles era químico de la empresa de fabricación de vidrio Chance Brothers, fabricantes de láminas y vidrio fotográfico, antes de establecerse por su cuenta como agente de patentes, patentando varias mejoras en la fotografía. Tuvieron cuatro hijos y dos hijas: uno que nació el 22 de marzo de 1853, luego dos hijos y dos hijas más. Cuando Charles murió el 23 de diciembre de 1860, Isabel estaba embarazada de un varón. La herencia de Charles, valorada en más de 4.000 libras, incluidas las acciones de una empresa, pasaron a Isabel.

### Carrera en el Museo de Victoria y Alberto
No se sabe con certeza dónde o con quién recibió Cowper clases de fotografía, aunque es probable que adquiriera sus conocimientos tanto de su hermano como de su marido. Las referencias registradas en el diario de Cole a la llegada de Cowper a París en 1867, sugieren que, al enviudar, empezó a trabajar junto a su hermano Charles Thurston Thompson, quién fue el primer fotógrafo oficial del Museo de Victoria y Alberto.
Cuando Thurston Thompson murió después de una larga enfermedad, el 21 de enero de 1868, su viuda Charlotte visitó a su cuñado Cole, recomendando a Cowper para el puesto de Fotógrafa Oficial del Museo. El 10 de febrero de 1868, Cowper presentó una solicitud para el cargo, y en marzo de ese mismo año el estudio fotográfico del museo empezó a registrar las impresiones y los negativos realizados por Cowper.
En 1871, la dirección de Cowper cambia al número 3, The Museum Residences, que corresponde a la zona del Museo de Victoria y Alberto reservado para el personal superior. Vivió allí con sus cuatro hijos (Sidney, Beatrice, Richard y Ada; el menor, Charles Eaton Cowper había muerto en 1867) sus dos hermanas, Eliza y Augusta, su hermano Richard, y dos sirvientes.
Al asumir el puesto de fotógrafa oficial del museo, Cowper supervisó el estudio fotográfico, incluida la producción de miles de colodiones húmedos en placa fotgráfica. Muchos de sus negativos en placa fotográfica originales se encuentran en el archivo del museo. Los negativos de Cowper se utilizaron de diversas formas: para imprimir copia a la albúmina; empleados en procesos fotomecánicos para producir ilustraciones para los textos publicados por el museo para distribuir en escuelas y galerías de arte regionales, así como a museos y bibliotecas internacionales; fueron recolectados en la National Art Library para uso de artistas y académicos; se vendieron al público en una tienda exclusiva ubicada dentro del museo; se utilizaron como modelos para los exámenes de bodegones que formaban parte del currículo nacional; también se convirtieron en diapositivas tipo linterna mágica que fueron empleadas por expertos en museos como ejemplos visuales proyectados para conferencias educativas. Los originales de las copias a la albúmina de Cowper se siguen identificando y catalogando en la actualidad.
Además de hacer fotografías para el museo, durante su mandato, a Cowper también se le pidió que diera su opinión como experta fotográfica en asuntos como la fotografía del Tapiz de Bayeaux y sobre el almacenamiento y seguridad de los importantes negativos de placa fotográfica del museo. Cowper también expuso trabajos fotográficos en las Annual International Exhibitions de 1871, 1872, 1873 y 1874 por las que fue reconocida en la prensa artística. También fue citada en las revistas de arte contemporáneo por sus excelentes habilidades para fotografiar encajes y textiles. Registró sus fotografías en la oficina nacional de derechos de autor y también fotografió a los hijos de Cole. No hay evidencia de que se uniera a ninguna organización profesional.
Cowper firmó todas sus placas fotográficas. Esta era probablemente una forma de rastrear su trabajo a cambio de un pago. Cuando la contrataron por primera vez, cobró a razón de 3 centavos por pulgada cuadrada de placa fotográfica fabricada. Como mujer, a Cowper se le negó un puesto en la administración pública, a diferencia de sus compañeros hombres que eran personal contratado por el museo, así que durante los 23 años que trabajó en el museo fue contratada como personal externo y se le pagó por pieza.

### Jubilación y muerte
En 1891, con la jubilación de su hermano Richard, que se había convertido en subdirector del museo, Cowper presentó su jubilación al entonces director del museo, Capitán Donnelly, a partir del 31 de diciembre de 1891. Cowper se mudó con su hermano a la ciudad de Sutton en Surrey. Con la muerte de Richard en 1908, Cowper se mudó a Glasgow, Escocia, residiendo con su hija, Beatrice Hedley.
Cowper murió el 17 de febrero de 1911 en Glasgow, con 85 años. Está enterrada junto a sus padres, hermanos y tres de sus hijos en el cementerio de Kensal Green.

## Galería

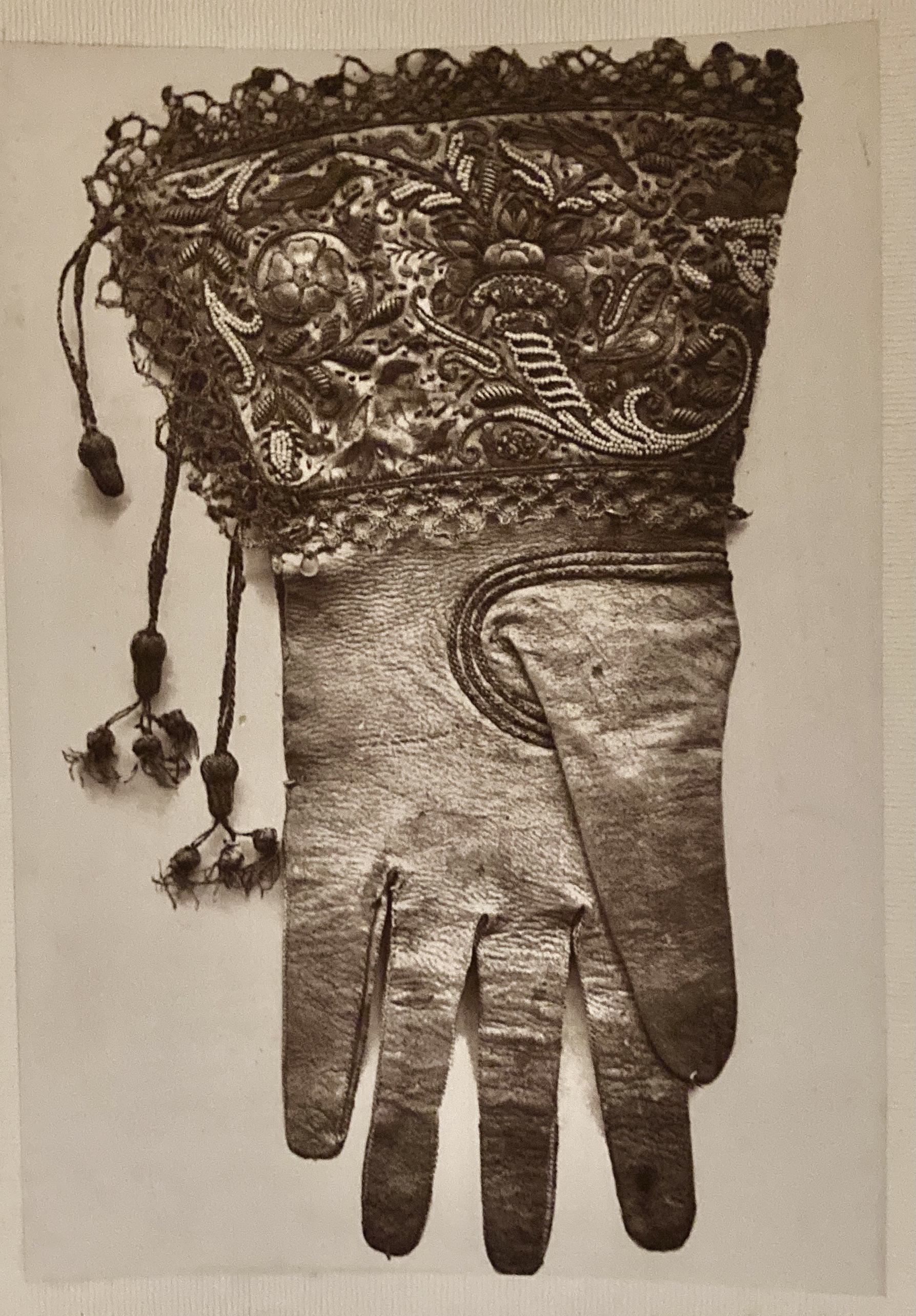
Glove
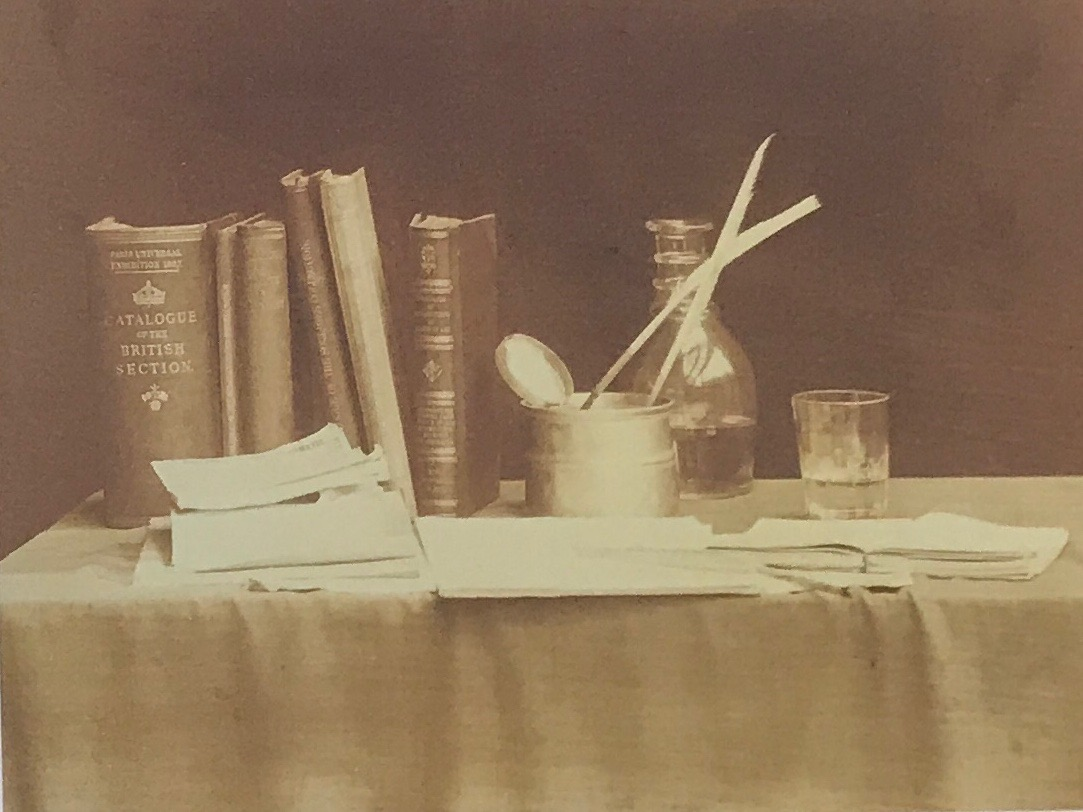
Still Life